# James Foster
James V. „Jimmy” Foster (ur. 16 grudnia 1951 w Jersey City) – amerykański koszykarz, występujący na pozycji rozgrywającego.

## Osiągnięcia
ABA
- Wicemistrz ABA (1976)[1]
- Uczestnik meczu gwiazd ABA (1976)[1]